# Più di te (Ornella Vanoni)
Più di te è trentottesimo album in studio di Ornella Vanoni pubblicato nel 2009.
Presentato nel corso di quattro concerti al Blue Note di Milano dal 1º al 4 dicembre 2009, nell'album Ornella Vanoni interpreta sul testo originale italiano dieci cover, tutte di autori maschili con l'unica eccezione della canzone di chiusura I maschi cantata insieme a Gianna Nannini, unica donna a partecipare alle cover molte delle quali realizzate in duetto con gli artisti.
Per la realizzazione dell'album Ornella Vanoni si è avvalsa della collaborazione di Mario Lavezzi e Celso Valli per gli arrangiamenti.

## Tracce
1. Vita, con Gianni Morandi e Lucio Dalla 4:16
(Mario Lavezzi - Mogol)
2. Quanto tempo e ancora 4:30
(Biagio Antonacci)
3. Alta marea (Don't Dream It's Over) 5:08
(Neil Mullane Finn - testo italiano di Antonello Venditti) Cover dei Crowded House
4. Replay, con Samuele Bersani 4:26
(Samuele Bersani . Beppe D'Onghia)
5. Dune mosse 4:25
(Zucchero Fornaciari - Marco Figliè)
6. Anima con Pino Daniele
4:30 (Pino Daniele)
7. La mia storia tre le dita 5:01
(Gianluca Grignani - Massimo Luca)
8. Non abbiam bisogno di parole con Ron 4:13
(Rosalino Cellamare)
9. Ogni volta 4:08
(Vasco Rossi)
10. I maschi con Gianna Nannini 4:22
(Gianna Nannini - Fabio Pianigiani)

## Formazione
- Ornella Vanoni – voce
- Celso Valli – tastiera, pianoforte
- Dado Neri – basso
- Giorgio Secco – chitarra
- Paolo Costa – basso
- Alfredo Golino – batteria
- Samuele Dessì – chitarra, programmazione, basso
- Massimo Varini – chitarra
- Paolo Valli – batteria
- Paolo Fresu – tromba
- Piero Odorici – sax